# Tomás Joaquín de Anchorena
Tomás Joaquín Ángel Miguel de Anchorena Pacheco (Buenos Aires, 24 de enero de 1923-Buenos Aires, 31 de mayo de 2022) fue un militar, hacendado, embajador y político argentino. Se desempeñó como Subsecretario de Agricultura y Ganadería de la Nación, durante la presidencia de facto de Juan Carlos Onganía, y como embajador en Francia, bajo la presidencia de facto de Jorge Rafael Videla. 

## Biografía
Nació en 1923, hijo de Dolores Isabel Pacheco y Tomás Joaquín de Anchorena Madero; por lo tanto nieto de Joaquín Samuel de Anchorena, bisnieto de Tomás S. de Anchorena y tataranieto de Tomás de Anchorena.
Tuvo una breve carrera militar, alcanzando el grado de capitán del Ejército.
Fue productor ganadero y lechero, integrando la Sociedad Rural Argentina.
Entre junio de 1969 y abril de 1970, fue Subsecretario de Agricultura y Ganadería de la Nación, bajo la presidencia de facto de Juan Carlos Onganía. Durante la Revolución Argentina, bajo el ministro de economía Adalbert Krieger Vasena, se había formado una alianza entre empresas extranjeras productoras de carne y autoridades (especialmente del Ministerio de Economía y de la Secretaría de Industria y Comercio), que beneficiaba a los grandes monopolios, en detrimento de los productores nacionales. En una entrevista en abril de 1970, Anchorena acusó a la empresa transnacional Deltec Internacional de un «operativo» contra la Corporación Argentina de Productores de Carne y los pequeños y medianos frigoríficos nacionales; cargando también contra sus superiores, expresando que Onganía y José María Dagnino Pastore (sucesor de Krieger Vasena) habían «vendido una ilusión a los hombres del campo». Sus declaraciones contaron con el apoyo de las entidades rurales, que se coordinaron para reclamarle al gobierno. Ello llevó a que fuera desplazado del cargo.
En 1971 fue jefe de la delegación argentina en la Conferencia de las Naciones Unidas sobre el Trigo.
Estuvo afiliado a la Unión Cívica Radical.

### Embajador en Francia
En 1976, el presidente de facto Jorge Rafael Videla lo designó embajador en Francia, integrando un grupo de civiles que ocupó cargos diplomáticos durante la dictadura autodenominada Proceso de Reorganización Nacional. Presentó sus cartas credenciales ante el presidente Valéry Giscard d'Estaing en julio de ese año.
En el cargo, calificó las denuncias por violaciones de los derechos humanos contra el Proceso realizadas en Europa, como una «campaña de desprestigio contra la Argentina». En 1977, en la embajada argentina en París se realizó una reunión donde participaron todos los representantes argentinos en Europa Occidental junto al subsecretario de Relaciones Exteriores Gualter Allara. Posteriormente, a raíz de una propuesta de Anchorena, el gobierno militar creó el «Centro Piloto de Información» (bajo la estructura del Ministerio de Relaciones Exteriores y Culto, pero a cargo de oficiales de la Armada, y con sede en la embajada argentina en París), con la función de crear un «sistema de difusión» para «restituir y mantener una imagen real y positiva» de Argentina en el extranjero, especialmente en Francia. El mismo terminó sirviendo como plataforma del almirante Emilio Eduardo Massera.
Su secretaria de embajada fue Elena Holmberg, quien cumplía funciones en París desde 1972. Anchorena la había mantenido en el puesto, designándola a cargo del área de prensa. En 1978, pasados seis años de servicio, fue trasladada a la Dirección de Ceremonial del Ministerio de Relaciones Exteriores y Culto (por recomendación de Anchorena, quien solicitó un destino «tranquilo» para ella), desapareciendo en Buenos Aires a fines de ese año. Su cuerpo fue hallado en enero de 1979 y Massera fue acusado por el hecho.
Permaneció en París hasta julio de 1981, cuando fue trasladado a Buenos Aires.